# Saxifraga sibirica
Saxifraga sibirica es una especie de planta fanerógama perteneciente a la familia Saxifragaceae. Es originaria de  Eurasia.  

## Descripción
Saxifraga sibirica es una pequeña hierba que alcanza un tamaño de 7 - 30 cm de altura, pubescente. Las hojas basales de 5-35 mm de ancho, reniformes, con 5-7 lóbulos; las superiores más caulinarias subsésiles, trilobuladas a ovadas; escasamente pubescentes a glabras; las basales con pecíolo, 2,5-4 cm de largo, glandular; bulbillos en axilas de las hojas basales. Flores blancas, en número de  1-6, con pedicelos densamente vellosos. Las brácteas ovadas, de 3 mm de largo. Sépalos 3-4 mm de largo, oblongas,, glandular-pubescentes aguda. Pétalos de 1 a 1,3 cm, obovadas, cuneados en la base. Semillas oblongas; testa minuciosamente reticulada. Florece a finales de junio-agosto.

## Distribución
Se distribuye por Siberia, Europa, N. & C. Asia.

## Taxonomía
Gentiana sibirica fue descrita por Carlos Linneo y publicado en Systema Naturae, Editio Decima 2: 1027. 1759.
Etimología
Saxifraga: nombre genérico que viene del latín saxum, ("piedra") y frangere, ("romper, quebrar"). Estas plantas se llaman así por su capacidad, según los antiguos, de romper las piedras con sus fuertes raíces. Así lo afirmaba Plinio, por ejemplo.
sibirica: epíteto geográfico que alude a su localización en Siberia. 
Sinonimia
- Cymbalariella mollis (Sm.) Nappi
- Cymbalariella sibirica Nappi
- Lobaria sibirica (L.) Haw.
- Piarophyla sibirica Raf.
- Saxifraga mollis Sm.
- Saxifraga pekinensis Maxim.
- Saxifraga radiata Small[3][4]